# Нимели, Алекс
Алекс Тчуймени-Нимели (англ. Alex Tchuimeni-Nimely; 11 мая 1991, Монровия, Либерия) — либерийский и английский футболист, нападающий.

## Биография

### Клубная карьера
Воспитанник африканского футбола. 3 апреля 2010 года в составе «Манчестер Сити» дебютировал в Английской Премьер-лиге в матче c «Бернли», в котором вышел на замену на 83-й минуте вместо Карлоса Тевеса. С 2011 года выступал преимущественно в арендах в клубах английского Чемпионшипа. В 2011 году выступал за «Мидлсбро», за который провёл 9 матчей и не смог отличиться результативными действиями. Зимой 2012 года перешёл в «Ковентри Сити». В январе 2013 года стал выступать за «Кристал Пэлас», однако провёл за команду лишь 2 матча. По окончании сезона 2013/2014 окончательно покинул «Манчестер Сити», оставшись в статусе свободного агента. В ноябре 2014 года игрок подписал контракт с клубом «Порт Вейл», но за клуб ему удалось сыграть лишь однажды, выйдя на замену на матч Лиги один. 18 февраля 2016 года на правах свободного агента перешёл в румынский «Поли Тимишоара», а через полгода подписал контракт с другим румынским клубом «Вииторул», с которым провёл большую часть сезона 2016/17, ставшего для команды чемпионским. 31 марта 2017 года подписал контракт с норвежским «Стабеком», за который отыграл 13 матчей и забил 2 гола. Летом того же года покинул команду, вновь оставшись свободным агентом. В феврале 2018 года перешёл в финский клуб «Хонка»

### Карьера в сборной
В 2009 году Нимели был вызван в молодёжную сборную Англии для участия в Чемпионате мира в Египте. На турнире сборная Англии заняла последнее место в группе, набрав 1 очко, а Нимели забил единственный мяч своей сборной, поразив ворота сборной Узбекистана.
15 ноября 2016 года был в заявке сборной Либерии на товарищеский матч с командой Кении, однако на поле не вышел.

## Личная жизнь
У Алекса есть младший брат — Сильванус Нимели. Он тоже профессиональный футболист, выступал за национальную сборную Либерии.